# Tour de Thuringe féminin 2021
La 32e édition du Tour de Thuringe féminin (Lotto Thuringe Ladies Tour), a lieu du 25 au 30 mai 2021. La course fait partie du calendrier UCI féminin en catégorie 2.Pro. 
Emma Norsgaard Jørgensen remporte la première étape au sprint. Le lendemain, c'est Lorena Wiebes qui s'impose de la même manière. Lors de la difficile troisième étape, Lucinda Brand profite de l'ascension de la côte de Gahma pour sortir avec Liane Lippert. Elle va s'imposer seule. Emma Norsgaard Jørgensen conserve néanmoins le maillot jaune. Sur la quatrième étape, Lotte Kopecky s'impose au sommet de l'Hanka-Berg. La cinquième étape, voit le peloton se disloquer dans la dernière difficulté de la journée. Lucinda Brand attaque dans le final pour gagner seule. Elle s'empare de la tête du classement général. La dernière étape voit une nouvelle victoire au sprint de Lorena Wiebes. Le podium final est : Lucinda Brand, Lotte Kopecky et Emma Norsgaard Jørgensen. La Belge gagne le classement par points, tandis que la Danoise celui des jeunes. Kathrin Hammes gagne le classement de la montagne. Trek-Segafredo est la meilleure équipe.

## Présentation

### Parcours
La première étape se déroule à Schmölln et comporte deux montées dite de la rue zum Wasserturm. Le lendemain, Gera accueille la course. Le Katelborn et le Dürrenberg font partie du circuit qui est parcouru deux fois. La côte de Gahma, avec six kilomètres de long, et la Fährklippe, située à seize kilomètres de l'arrivée, constituent les principales difficultés de l'étape de Schleiz. La quatrième étape se déroule à Dörtendorf avec quatre fois la traditionnelle montée de l'Hanka-Berg qui est aussi l'arrivée. L'étape de Weimar comporte le plus de dénivelé avec les côtes de Blankenhain, du Riechheimer, suivie de deux fois la montée vers Hottelstedt. L'ultime étape à Gotha est comparativement simple avec les montées d'Engelsbach et Bad Tabarz. Contrairement aux années précédentes, il n'y a pas de contre-la-montre individuel au programme de cette édition.

### Équipes
| UCI Women's WorldTeams (6)- Canyon-SRAM Racing - Team DSM - FDJ-Nouvelle Aquitaine-Futuroscope - Movistar Team - SD Worx - Trek-Segafredo Équipes féminines continentales (5)- Andy Schleck-CP NVST-Immo Losch - Ceratizit-WNT Pro Cycling - Hitec Products - Jumbo-Visma - Tibco-Silicon Valley Bank Équipe féminine continentale- Arkéa Pro Cycling Team Équipes nationales (3)- Allemagne - Belgique - Pays-Bas Équipe féminines amateur (2)- Maxx-Solar - RSG Gießen Biehler |
| |

## Étapes
| Étape     | Date   | Villes étapes           | type            | Distance (km) | Dénivelé (m) | Vainqueur d'étape | Leader du classement général |
| --------- | ------ | ----------------------- | --------------- | ------------- | ------------ | ----------------- | ---------------------------- |
| 1re étape | 25 mai | Schmölln – Schmölln     | étape de plaine | 87,76         | 918 m        | Emma Norsgaard    | Emma Norsgaard               |
| 2e étape  | 26 mai | Gera – Gera             | étape vallonnée | 124,1         | 1 324 m      | Lorena Wiebes     | Emma Norsgaard               |
| 3e étape  | 27 mai | Schleiz – Schleiz       | étape vallonnée | 116,2         | 1 661 m      | Lucinda Brand     | Emma Norsgaard               |
| 4e étape  | 28 mai | Dörtendorf – Dörtendorf | étape vallonnée | 101,74        | 1 317 m      | Lotte Kopecky     | Lucinda Brand                |
| 5e étape  | 29 mai | Weimar – Weimar         | étape vallonnée | 143,72        | 1 840 m      | Lucinda Brand     | Lucinda Brand                |
| 6e étape  | 30 mai | Gotha – Gotha           | étape de plaine | 97,63         | 893 m        | Lorena Wiebes     | Lucinda Brand                |

## Déroulement de la course

### 1reétape
Kathrin Hammes remporte le premier prix des monts. Un groupe de onze coureuses sort ensuite. Il est composé de : Kathrin Hammes, Lotte Kopecky, Lizzie Deignan, Liane Lippert, Amy Pieters, Anna Henderson, Emilia Fahlin, Kristen Faulkner, Alexis Ryan, Clara Koppenburg et Valerie Demey. Lizzie Deignan prend les points du sprint intermédiaire. Liane Lippert gagne le deuxième prix des monts et Amy Pieters le deuxième sprint intermédiaire. À trente kilomètres de l'arrivée, le peloton n'est plus qu'à trente secondes et des coureuses rejoignent l'échappée, la portant à dix-sept unités. Il s'agit de : Emma Norsgaard, Lucinda Brand, Christine Majerus, Audrey Cordon-Ragot, Romy Kasper et Tiffany Cromwell. La dernière ascension de la côte du circuit disloque le groupe de tête. Au sprint, Emma Norsgaard s'impose devant Lucinda Brand.
| \| Classement de l'étape \| Classement de l'étape \| Classement de l'étape \| Classement de l'étape \| Classement de l'étape \| \| Coureuse \| Coureuse \| Pays \| Équipe \| Temps \| \| --------------------- \| --------------------- \| --------------------- \| ---------------------------------- \| --------------------- \| \| 1re \| Emma Norsgaard \| Danemark \| Movistar Team \| 2 h 17 min 42 s \| \| 2e \| Lucinda Brand \| Pays-Bas \| Trek-Segafredo \| + 0 s \| \| 3e \| Lotte Kopecky \| Belgique \| Belgique \| + 0 s \| \| 4e \| Anna Henderson \| Royaume-Uni \| Jumbo-Visma Women Team \| + 0 s \| \| 5e \| Amy Pieters \| Pays-Bas \| SD Worx \| + 0 s \| \| 6e \| Tiffany Cromwell \| Australie \| Canyon-SRAM Racing \| + 0 s \| \| 7e \| Liane Lippert \| Allemagne \| Team DSM \| + 0 s \| \| 8e \| Kristen Faulkner \| États-Unis \| Tibco-Silicon Valley Bank \| + 4 s \| \| 9e \| Kathrin Hammes \| Allemagne \| Ceratizit-WNT Pro Cycling \| + 4 s \| \| 10e \| Emilia Fahlin \| Suède \| FDJ-Nouvelle Aquitaine-Futuroscope \| + 7 s \| |                  |             |                                    |                 |
| |                  |             |                                    |                 |
| Source : ProCyclingStats |                  |             |                                    |                 |
| Classement de l'étape |                  |             |                                    |                 |
| Coureuse | Coureuse         | Pays        | Équipe                             | Temps           |
| 1re | Emma Norsgaard   | Danemark    | Movistar Team                      | 2 h 17 min 42 s |
| 2e | Lucinda Brand    | Pays-Bas    | Trek-Segafredo                     | + 0 s           |
| 3e | Lotte Kopecky    | Belgique    | Belgique                           | + 0 s           |
| 4e | Anna Henderson   | Royaume-Uni | Jumbo-Visma Women Team             | + 0 s           |
| 5e | Amy Pieters      | Pays-Bas    | SD Worx                            | + 0 s           |
| 6e | Tiffany Cromwell | Australie   | Canyon-SRAM Racing                 | + 0 s           |
| 7e | Liane Lippert    | Allemagne   | Team DSM                           | + 0 s           |
| 8e | Kristen Faulkner | États-Unis  | Tibco-Silicon Valley Bank          | + 4 s           |
| 9e | Kathrin Hammes   | Allemagne   | Ceratizit-WNT Pro Cycling          | + 4 s           |
| 10e | Emilia Fahlin    | Suède       | FDJ-Nouvelle Aquitaine-Futuroscope | + 7 s           |

| \| Classement général \| Classement général \| Classement général \| Classement général \| Classement général \| \| Coureuse \| Coureuse \| Pays \| Équipe \| Temps \| \| ------------------ \| ------------------ \| ------------------ \| ------------------------- \| ------------------ \| \| 1re \| Emma Norsgaard \| Danemark \| Movistar Team \| 2 h 17 min 32 s \| \| 2e \| Lucinda Brand \| Pays-Bas \| Trek-Segafredo \| + 4 s \| \| 3e \| Lotte Kopecky \| Belgique \| Belgique \| + 6 s \| \| 4e \| Anna Henderson \| Royaume-Uni \| Jumbo-Visma Women Team \| + 7 s \| \| 5e \| Amy Pieters \| Pays-Bas \| SD Worx \| + 7 s \| \| 6e \| Tiffany Cromwell \| Australie \| Canyon-SRAM Racing \| + 10 s \| \| 7e \| Liane Lippert \| Allemagne \| Team DSM \| + 10 s \| \| 8e \| Lizzie Deignan \| Royaume-Uni \| Trek-Segafredo \| + 13 s \| \| 9e \| Kristen Faulkner \| États-Unis \| Tibco-Silicon Valley Bank \| + 14 s \| \| 10e \| Kathrin Hammes \| Allemagne \| Ceratizit-WNT Pro Cycling \| + 14 s \| |                  |             |                           |                 |
| |                  |             |                           |                 |
| Source : ProCyclingStats |                  |             |                           |                 |
| Classement général |                  |             |                           |                 |
| Coureuse | Coureuse         | Pays        | Équipe                    | Temps           |
| 1re | Emma Norsgaard   | Danemark    | Movistar Team             | 2 h 17 min 32 s |
| 2e | Lucinda Brand    | Pays-Bas    | Trek-Segafredo            | + 4 s           |
| 3e | Lotte Kopecky    | Belgique    | Belgique                  | + 6 s           |
| 4e | Anna Henderson   | Royaume-Uni | Jumbo-Visma Women Team    | + 7 s           |
| 5e | Amy Pieters      | Pays-Bas    | SD Worx                   | + 7 s           |
| 6e | Tiffany Cromwell | Australie   | Canyon-SRAM Racing        | + 10 s          |
| 7e | Liane Lippert    | Allemagne   | Team DSM                  | + 10 s          |
| 8e | Lizzie Deignan   | Royaume-Uni | Trek-Segafredo            | + 13 s          |
| 9e | Kristen Faulkner | États-Unis  | Tibco-Silicon Valley Bank | + 14 s          |
| 10e | Kathrin Hammes   | Allemagne   | Ceratizit-WNT Pro Cycling | + 14 s          |

### 2eétape
Lotte Kopecky gagne le premier sprint intermédiaire après s'être échappée.  Helena Bieber attaque en solitaire et obtient un avantage d'une vingtaine de secondes avant d'être reprise. Kathrin Hammes passe en tête sur les deux premiers prix des monts. Katharina Fox part ensuite seule. Elle compte une minute d'avance. Elle prend au passage les points sur deux sprints intermédiaires. Le peloton, contrôlé par la DSM, la reprend avant la dernière ascension du Durrenberg remportée par Hammes une nouvelle fois. Amalie Lutro  passe à l'offensive, mais est revue dans les vingt derniers kilomètres. L'ultime mont est remporté par Amy Pieters. Au sprint, Lorena Wiebes s'impose nettement.
| \| Classement de l'étape \| Classement de l'étape \| Classement de l'étape \| Classement de l'étape \| Classement de l'étape \| \| Coureuse \| Coureuse \| Pays \| Équipe \| Temps \| \| --------------------- \| --------------------- \| --------------------- \| ---------------------------------- \| --------------------- \| \| 1re \| Lorena Wiebes \| Pays-Bas \| Team DSM \| 3 h 24 min 12 s \| \| 2e \| Emma Norsgaard \| Danemark \| Movistar Team \| + 1 s \| \| 3e \| Christine Majerus \| Luxembourg \| SD Worx \| + 1 s \| \| 4e \| Alexis Magner \| États-Unis \| Canyon-SRAM Racing \| + 1 s \| \| 5e \| Lotte Kopecky \| Belgique \| Belgique \| + 1 s \| \| 6e \| Anna Henderson \| Royaume-Uni \| Jumbo-Visma Women Team \| + 1 s \| \| 7e \| Susanne Andersen \| Norvège \| Team DSM \| + 1 s \| \| 8e \| Lucinda Brand \| Pays-Bas \| Trek-Segafredo \| + 1 s \| \| 9e \| Gladys Verhulst \| France \| Arkéa Pro Cycling Team \| + 1 s \| \| 10e \| Clara Copponi \| France \| FDJ-Nouvelle Aquitaine-Futuroscope \| + 1 s \| |                   |             |                                    |                 |
| |                   |             |                                    |                 |
| Source : ProCyclingStats |                   |             |                                    |                 |
| Classement de l'étape |                   |             |                                    |                 |
| Coureuse | Coureuse          | Pays        | Équipe                             | Temps           |
| 1re | Lorena Wiebes     | Pays-Bas    | Team DSM                           | 3 h 24 min 12 s |
| 2e | Emma Norsgaard    | Danemark    | Movistar Team                      | + 1 s           |
| 3e | Christine Majerus | Luxembourg  | SD Worx                            | + 1 s           |
| 4e | Alexis Magner     | États-Unis  | Canyon-SRAM Racing                 | + 1 s           |
| 5e | Lotte Kopecky     | Belgique    | Belgique                           | + 1 s           |
| 6e | Anna Henderson    | Royaume-Uni | Jumbo-Visma Women Team             | + 1 s           |
| 7e | Susanne Andersen  | Norvège     | Team DSM                           | + 1 s           |
| 8e | Lucinda Brand     | Pays-Bas    | Trek-Segafredo                     | + 1 s           |
| 9e | Gladys Verhulst   | France      | Arkéa Pro Cycling Team             | + 1 s           |
| 10e | Clara Copponi     | France      | FDJ-Nouvelle Aquitaine-Futuroscope | + 1 s           |

| \| Classement général \| Classement général \| Classement général \| Classement général \| Classement général \| \| Coureuse \| Coureuse \| Pays \| Équipe \| Temps \| \| ------------------ \| ------------------ \| ------------------ \| ------------------------- \| ------------------ \| \| 1re \| Emma Norsgaard \| Danemark \| Movistar Team \| 5 h 41 min 36 s \| \| 2e \| Lotte Kopecky \| Belgique \| Belgique \| + 10 s \| \| 3e \| Lucinda Brand \| Pays-Bas \| Trek-Segafredo \| + 12 s \| \| 4e \| Anna Henderson \| Royaume-Uni \| Jumbo-Visma Women Team \| + 16 s \| \| 5e \| Amy Pieters \| Pays-Bas \| SD Worx \| + 16 s \| \| 6e \| Liane Lippert \| Allemagne \| Team DSM \| + 17 s \| \| 7e \| Tiffany Cromwell \| Australie \| Canyon-SRAM Racing \| + 19 s \| \| 8e \| Lizzie Deignan \| Royaume-Uni \| Trek-Segafredo \| + 21 s \| \| 9e \| Kristen Faulkner \| États-Unis \| Tibco-Silicon Valley Bank \| + 23 s \| \| 10e \| Kathrin Hammes \| Allemagne \| Ceratizit-WNT Pro Cycling \| + 23 s \| |                  |             |                           |                 |
| |                  |             |                           |                 |
| Source : ProCyclingStats |                  |             |                           |                 |
| Classement général |                  |             |                           |                 |
| Coureuse | Coureuse         | Pays        | Équipe                    | Temps           |
| 1re | Emma Norsgaard   | Danemark    | Movistar Team             | 5 h 41 min 36 s |
| 2e | Lotte Kopecky    | Belgique    | Belgique                  | + 10 s          |
| 3e | Lucinda Brand    | Pays-Bas    | Trek-Segafredo            | + 12 s          |
| 4e | Anna Henderson   | Royaume-Uni | Jumbo-Visma Women Team    | + 16 s          |
| 5e | Amy Pieters      | Pays-Bas    | SD Worx                   | + 16 s          |
| 6e | Liane Lippert    | Allemagne   | Team DSM                  | + 17 s          |
| 7e | Tiffany Cromwell | Australie   | Canyon-SRAM Racing        | + 19 s          |
| 8e | Lizzie Deignan   | Royaume-Uni | Trek-Segafredo            | + 21 s          |
| 9e | Kristen Faulkner | États-Unis  | Tibco-Silicon Valley Bank | + 23 s          |
| 10e | Kathrin Hammes   | Allemagne   | Ceratizit-WNT Pro Cycling | + 23 s          |

### 3eétape
En début d'étape, Helena Bieber, Lydia Ventker, Caroline Andersson et Kirsten Wild s'échappent. Elles obtiennent six minutes d'avance au bout de quarante kilomètres. Lisa Müllenberg  part en poursuite, sans succès. Au kilomètre soixante-quinze, Andersson est lâchée dans la côte de Gahma. Ventker est distancée plus loin. Dans la même ascension, le peloton se scinde avec un groupe d'une vingtaine de coureuses à l'avant. Lucinda Brand et Liane Lippert attaquent. Elles reviennent sur la tête à seize kilomètres de l'arrivée. Kirsten Wild les suit alors que Bieber doit lâcher prise. À cinq kilomètres du but, c'est au tour de Wild d'être distancer. À la flamme rouge, Lucinda Brand passe à l'offensive pour aller gagner seule. Emma Norsgaard règle le sprint du peloton.
| \| Classement de l'étape \| Classement de l'étape \| Classement de l'étape \| Classement de l'étape \| Classement de l'étape \| \| Coureuse \| Coureuse \| Pays \| Équipe \| Temps \| \| --------------------- \| --------------------- \| --------------------- \| ---------------------------------- \| --------------------- \| \| 1re \| Lucinda Brand \| Pays-Bas \| Trek-Segafredo \| 3 h 18 min 52 s \| \| 2e \| Emma Norsgaard \| Danemark \| Movistar Team \| + 2 s \| \| 3e \| Lotte Kopecky \| Belgique \| Belgique \| + 2 s \| \| 4e \| Amy Pieters \| Pays-Bas \| SD Worx \| + 2 s \| \| 5e \| Emilia Fahlin \| Suède \| FDJ-Nouvelle Aquitaine-Futuroscope \| + 2 s \| \| 6e \| Lisa Brennauer \| Allemagne \| Ceratizit-WNT Pro Cycling \| + 2 s \| \| 7e \| Kristen Faulkner \| États-Unis \| Tibco-Silicon Valley Bank \| + 2 s \| \| 8e \| Liane Lippert \| Allemagne \| Team DSM \| + 2 s \| \| 9e \| Lizzie Deignan \| Royaume-Uni \| Trek-Segafredo \| + 2 s \| \| 10e \| Tiffany Cromwell \| Australie \| Canyon-SRAM Racing \| + 2 s \| |                  |             |                                    |                 |
| |                  |             |                                    |                 |
| Source : ProCyclingStats |                  |             |                                    |                 |
| Classement de l'étape |                  |             |                                    |                 |
| Coureuse | Coureuse         | Pays        | Équipe                             | Temps           |
| 1re | Lucinda Brand    | Pays-Bas    | Trek-Segafredo                     | 3 h 18 min 52 s |
| 2e | Emma Norsgaard   | Danemark    | Movistar Team                      | + 2 s           |
| 3e | Lotte Kopecky    | Belgique    | Belgique                           | + 2 s           |
| 4e | Amy Pieters      | Pays-Bas    | SD Worx                            | + 2 s           |
| 5e | Emilia Fahlin    | Suède       | FDJ-Nouvelle Aquitaine-Futuroscope | + 2 s           |
| 6e | Lisa Brennauer   | Allemagne   | Ceratizit-WNT Pro Cycling          | + 2 s           |
| 7e | Kristen Faulkner | États-Unis  | Tibco-Silicon Valley Bank          | + 2 s           |
| 8e | Liane Lippert    | Allemagne   | Team DSM                           | + 2 s           |
| 9e | Lizzie Deignan   | Royaume-Uni | Trek-Segafredo                     | + 2 s           |
| 10e | Tiffany Cromwell | Australie   | Canyon-SRAM Racing                 | + 2 s           |

| \| Classement général \| Classement général \| Classement général \| Classement général \| Classement général \| \| Coureuse \| Coureuse \| Pays \| Équipe \| Temps \| \| ------------------ \| ------------------- \| ------------------ \| ---------------------------------- \| ------------------ \| \| 1re \| Emma Norsgaard \| Danemark \| Movistar Team \| 9 h 00 min 24 s \| \| 2e \| Lucinda Brand \| Pays-Bas \| Trek-Segafredo \| + 6 s \| \| 3e \| Lotte Kopecky \| Belgique \| Belgique \| + 12 s \| \| 4e \| Amy Pieters \| Pays-Bas \| SD Worx \| + 22 s \| \| 5e \| Liane Lippert \| Allemagne \| Team DSM \| + 23 s \| \| 6e \| Tiffany Cromwell \| Australie \| Canyon-SRAM Racing \| + 25 s \| \| 7e \| Lizzie Deignan \| Royaume-Uni \| Trek-Segafredo \| + 27 s \| \| 8e \| Kristen Faulkner \| États-Unis \| Tibco-Silicon Valley Bank \| + 29 s \| \| 9e \| Emilia Fahlin \| Suède \| FDJ-Nouvelle Aquitaine-Futuroscope \| + 30 s \| \| 10e \| Audrey Cordon-Ragot \| France \| Trek-Segafredo \| + 41 s \| |                     |             |                                    |                 |
| |                     |             |                                    |                 |
| Source : ProCyclingStats |                     |             |                                    |                 |
| Classement général |                     |             |                                    |                 |
| Coureuse | Coureuse            | Pays        | Équipe                             | Temps           |
| 1re | Emma Norsgaard      | Danemark    | Movistar Team                      | 9 h 00 min 24 s |
| 2e | Lucinda Brand       | Pays-Bas    | Trek-Segafredo                     | + 6 s           |
| 3e | Lotte Kopecky       | Belgique    | Belgique                           | + 12 s          |
| 4e | Amy Pieters         | Pays-Bas    | SD Worx                            | + 22 s          |
| 5e | Liane Lippert       | Allemagne   | Team DSM                           | + 23 s          |
| 6e | Tiffany Cromwell    | Australie   | Canyon-SRAM Racing                 | + 25 s          |
| 7e | Lizzie Deignan      | Royaume-Uni | Trek-Segafredo                     | + 27 s          |
| 8e | Kristen Faulkner    | États-Unis  | Tibco-Silicon Valley Bank          | + 29 s          |
| 9e | Emilia Fahlin       | Suède       | FDJ-Nouvelle Aquitaine-Futuroscope | + 30 s          |
| 10e | Audrey Cordon-Ragot | France      | Trek-Segafredo                     | + 41 s          |

### 4eétape
Amy Pieters gagne le premier sprint intermédiaire et Kathrin Hammes le premier prix des monts. Au kilomètre trente, un groupe se forme. Il comporte notamment : Julie Leth, Lonneke Uneken, Anna Henderson, Ella Harris, Lisa Klein, Kristen Faulkner, Typhaine Laurance, Gladys Verhulst, Janneke Ensing, Svenja Betz et Clara Copponi. Faulkner gagne le deuxième sprint intermédiaire et Harris passe en tête au sommet. L'avance du groupe atteint deux minutes trente. Uneken remporte le troisième sprint. Dans la troisième ascension de l'Hanka-Berg, Henderson et Faulkner attaquent. Un regroupement général a néanmoins lieu. Tout se décide dans la dernière ascension. Liane Lippert est longtemps en tête, mais Lotte Kopecky la devance dans les derniers mètres et s'impose. Lucinda Brand prend la tête du classement général.
| \| Classement de l'étape \| Classement de l'étape \| Classement de l'étape \| Classement de l'étape \| Classement de l'étape \| \| Coureuse \| Coureuse \| Pays \| Équipe \| Temps \| \| --------------------- \| --------------------- \| --------------------- \| ---------------------------------- \| --------------------- \| \| 1re \| Lotte Kopecky \| Belgique \| Belgique \| 2 h 29 min 43 s \| \| 2e \| Lucinda Brand \| Pays-Bas \| Trek-Segafredo \| + 0 s \| \| 3e \| Liane Lippert \| Allemagne \| Team DSM \| + 0 s \| \| 4e \| Emilia Fahlin \| Suède \| FDJ-Nouvelle Aquitaine-Futuroscope \| + 0 s \| \| 5e \| Marta Cavalli \| Italie \| FDJ-Nouvelle Aquitaine-Futuroscope \| + 6 s \| \| 6e \| Emma Norsgaard \| Danemark \| Movistar Team \| + 6 s \| \| 7e \| Amy Pieters \| Pays-Bas \| SD Worx \| + 10 s \| \| 8e \| Christine Majerus \| Luxembourg \| SD Worx \| + 16 s \| \| 9e \| Tiffany Cromwell \| Australie \| Canyon-SRAM Racing \| + 17 s \| \| 10e \| Lisa Brennauer \| Allemagne \| Ceratizit-WNT Pro Cycling \| + 17 s \| |                   |            |                                    |                 |
| |                   |            |                                    |                 |
| Source : ProCyclingStats |                   |            |                                    |                 |
| Classement de l'étape |                   |            |                                    |                 |
| Coureuse | Coureuse          | Pays       | Équipe                             | Temps           |
| 1re | Lotte Kopecky     | Belgique   | Belgique                           | 2 h 29 min 43 s |
| 2e | Lucinda Brand     | Pays-Bas   | Trek-Segafredo                     | + 0 s           |
| 3e | Liane Lippert     | Allemagne  | Team DSM                           | + 0 s           |
| 4e | Emilia Fahlin     | Suède      | FDJ-Nouvelle Aquitaine-Futuroscope | + 0 s           |
| 5e | Marta Cavalli     | Italie     | FDJ-Nouvelle Aquitaine-Futuroscope | + 6 s           |
| 6e | Emma Norsgaard    | Danemark   | Movistar Team                      | + 6 s           |
| 7e | Amy Pieters       | Pays-Bas   | SD Worx                            | + 10 s          |
| 8e | Christine Majerus | Luxembourg | SD Worx                            | + 16 s          |
| 9e | Tiffany Cromwell  | Australie  | Canyon-SRAM Racing                 | + 17 s          |
| 10e | Lisa Brennauer    | Allemagne  | Ceratizit-WNT Pro Cycling          | + 17 s          |

| \| Classement général \| Classement général \| Classement général \| Classement général \| Classement général \| \| Coureuse \| Coureuse \| Pays \| Équipe \| Temps \| \| ------------------ \| ------------------ \| ------------------ \| ---------------------------------- \| ------------------ \| \| 1re \| Lucinda Brand \| Pays-Bas \| Trek-Segafredo \| 11 h 30 min 05 s \| \| 2e \| Lotte Kopecky \| Belgique \| Belgique \| + 4 s \| \| 3e \| Emma Norsgaard \| Danemark \| Movistar Team \| + 8 s \| \| 4e \| Liane Lippert \| Allemagne \| Team DSM \| + 21 s \| \| 5e \| Amy Pieters \| Pays-Bas \| SD Worx \| + 31 s \| \| 6e \| Emilia Fahlin \| Suède \| FDJ-Nouvelle Aquitaine-Futuroscope \| + 32 s \| \| 7e \| Tiffany Cromwell \| Australie \| Canyon-SRAM Racing \| + 44 s \| \| 8e \| Kristen Faulkner \| États-Unis \| Tibco-Silicon Valley Bank \| + 53 s \| \| 9e \| Lizzie Deignan \| Royaume-Uni \| Trek-Segafredo \| + 59 s \| \| 10e \| Christine Majerus \| Luxembourg \| SD Worx \| + 1 min 00 s \| |                   |             |                                    |                  |
| |                   |             |                                    |                  |
| Source : ProCyclingStats |                   |             |                                    |                  |
| Classement général |                   |             |                                    |                  |
| Coureuse | Coureuse          | Pays        | Équipe                             | Temps            |
| 1re | Lucinda Brand     | Pays-Bas    | Trek-Segafredo                     | 11 h 30 min 05 s |
| 2e | Lotte Kopecky     | Belgique    | Belgique                           | + 4 s            |
| 3e | Emma Norsgaard    | Danemark    | Movistar Team                      | + 8 s            |
| 4e | Liane Lippert     | Allemagne   | Team DSM                           | + 21 s           |
| 5e | Amy Pieters       | Pays-Bas    | SD Worx                            | + 31 s           |
| 6e | Emilia Fahlin     | Suède       | FDJ-Nouvelle Aquitaine-Futuroscope | + 32 s           |
| 7e | Tiffany Cromwell  | Australie   | Canyon-SRAM Racing                 | + 44 s           |
| 8e | Kristen Faulkner  | États-Unis  | Tibco-Silicon Valley Bank          | + 53 s           |
| 9e | Lizzie Deignan    | Royaume-Uni | Trek-Segafredo                     | + 59 s           |
| 10e | Christine Majerus | Luxembourg  | SD Worx                            | + 1 min 00 s     |

### 5eétape
Au kilomètre onze, un groupe de quatre parvient en début d'étape à obtenir une faible avance de seize secondes. Il s'agit de Chantal Blaak, Hannah Ludwig, Floortje Mackaij et Valerie Demey. Elles sont rapidement reprises. Au kilomètre quinze, Chantal Blaak repart avec Lisa Klein et Sandra Levenez. Lisa Klein prend les points du prix des monts. Leur avance est alors de quarante-trois secondes. Levenez est distancée plus loin. Chantal Blaak passe en tête du deuxième prix des monts. L'écart culmine à trois minutes et demi. Lisa Klein prend le sprint intermédiaire et Blaak le suivant. Elles sont reprises à quinze kilomètres de l'arrivée. La dernière d'Hottelstedt provoque l'éparpillement du peloton. Au sommet, cinq coureuses sont en tête dont Amy Pieters, Liane Lippert et Lucinda Brand. Un groupe d'une vingtaine de coureuses se reforme dans la partie plus plate qui suit. Peu avant le sommet de la dernière difficulté non référencée, Lucinda Brand place une puissante attaque. Elle n'est plus reprise. Derrière, Lorena Wiebes est la plus rapide du groupe,.
| \| Classement de l'étape \| Classement de l'étape \| Classement de l'étape \| Classement de l'étape \| Classement de l'étape \| \| Coureuse \| Coureuse \| Pays \| Équipe \| Temps \| \| --------------------- \| --------------------- \| --------------------- \| ---------------------------------- \| --------------------- \| \| 1re \| Lucinda Brand \| Pays-Bas \| Trek-Segafredo \| 3 h 55 min 08 s \| \| 2e \| Lorena Wiebes \| Pays-Bas \| Team DSM \| + 6 s \| \| 3e \| Emma Norsgaard \| Danemark \| Movistar Team \| + 6 s \| \| 4e \| Alexis Magner \| États-Unis \| Canyon-SRAM Racing \| + 6 s \| \| 5e \| Anna Henderson \| Royaume-Uni \| Jumbo-Visma Women Team \| + 6 s \| \| 6e \| Lisa Brennauer \| Allemagne \| Ceratizit-WNT Pro Cycling \| + 6 s \| \| 7e \| Emilia Fahlin \| Suède \| FDJ-Nouvelle Aquitaine-Futuroscope \| + 6 s \| \| 8e \| Lotte Kopecky \| Belgique \| Belgique \| + 6 s \| \| 9e \| Léa Curinier \| France \| Arkéa Pro Cycling Team \| + 6 s \| \| 10e \| Amy Pieters \| Pays-Bas \| SD Worx \| + 6 s \| |                |             |                                    |                 |
| |                |             |                                    |                 |
| Source : ProCyclingStats |                |             |                                    |                 |
| Classement de l'étape |                |             |                                    |                 |
| Coureuse | Coureuse       | Pays        | Équipe                             | Temps           |
| 1re | Lucinda Brand  | Pays-Bas    | Trek-Segafredo                     | 3 h 55 min 08 s |
| 2e | Lorena Wiebes  | Pays-Bas    | Team DSM                           | + 6 s           |
| 3e | Emma Norsgaard | Danemark    | Movistar Team                      | + 6 s           |
| 4e | Alexis Magner  | États-Unis  | Canyon-SRAM Racing                 | + 6 s           |
| 5e | Anna Henderson | Royaume-Uni | Jumbo-Visma Women Team             | + 6 s           |
| 6e | Lisa Brennauer | Allemagne   | Ceratizit-WNT Pro Cycling          | + 6 s           |
| 7e | Emilia Fahlin  | Suède       | FDJ-Nouvelle Aquitaine-Futuroscope | + 6 s           |
| 8e | Lotte Kopecky  | Belgique    | Belgique                           | + 6 s           |
| 9e | Léa Curinier   | France      | Arkéa Pro Cycling Team             | + 6 s           |
| 10e | Amy Pieters    | Pays-Bas    | SD Worx                            | + 6 s           |

| \| Classement général \| Classement général \| Classement général \| Classement général \| Classement général \| \| Coureuse \| Coureuse \| Pays \| Équipe \| Temps \| \| ------------------ \| ------------------ \| ------------------ \| ---------------------------------- \| ------------------ \| \| 1re \| Lucinda Brand \| Pays-Bas \| Trek-Segafredo \| 15 h 25 min 05 s \| \| 2e \| Lotte Kopecky \| Belgique \| Belgique \| + 17 s \| \| 3e \| Emma Norsgaard \| Danemark \| Movistar Team \| + 18 s \| \| 4e \| Liane Lippert \| Allemagne \| Team DSM \| + 35 s \| \| 5e \| Amy Pieters \| Pays-Bas \| SD Worx \| + 45 s \| \| 6e \| Emilia Fahlin \| Suède \| FDJ-Nouvelle Aquitaine-Futuroscope \| + 46 s \| \| 7e \| Tiffany Cromwell \| Australie \| Canyon-SRAM Racing \| + 58 s \| \| 8e \| Lizzie Deignan \| Royaume-Uni \| Trek-Segafredo \| + 1 min 13 s \| \| 9e \| Christine Majerus \| Luxembourg \| SD Worx \| + 1 min 14 s \| \| 10e \| Valerie Demey \| Belgique \| Belgique \| + 1 min 23 s \| |                   |             |                                    |                  |
| |                   |             |                                    |                  |
| Source : ProCyclingStats |                   |             |                                    |                  |
| Classement général |                   |             |                                    |                  |
| Coureuse | Coureuse          | Pays        | Équipe                             | Temps            |
| 1re | Lucinda Brand     | Pays-Bas    | Trek-Segafredo                     | 15 h 25 min 05 s |
| 2e | Lotte Kopecky     | Belgique    | Belgique                           | + 17 s           |
| 3e | Emma Norsgaard    | Danemark    | Movistar Team                      | + 18 s           |
| 4e | Liane Lippert     | Allemagne   | Team DSM                           | + 35 s           |
| 5e | Amy Pieters       | Pays-Bas    | SD Worx                            | + 45 s           |
| 6e | Emilia Fahlin     | Suède       | FDJ-Nouvelle Aquitaine-Futuroscope | + 46 s           |
| 7e | Tiffany Cromwell  | Australie   | Canyon-SRAM Racing                 | + 58 s           |
| 8e | Lizzie Deignan    | Royaume-Uni | Trek-Segafredo                     | + 1 min 13 s     |
| 9e | Christine Majerus | Luxembourg  | SD Worx                            | + 1 min 14 s     |
| 10e | Valerie Demey     | Belgique    | Belgique                           | + 1 min 23 s     |

### 6eétape
Au bout de trente-six kilomètres, Elena Cecchini profite d'une côte pour sortir avec Neve Bradbury et Karlijn Swinkels. Kathrin Hammes part en poursuite, mais n'opère jamais la jonction. Elle est reprise à vingt-huit kilomètres de l'arrivée. La sélection nationale belge mène la chasse. L'échappée est reprise à huit kilomètres de la ligne. Lorena Wiebes ouvre le sprint. Lotte Kopecky tente de la remonter mais doit se contenter de la deuxième place. Il n'y a pas de changement au classement général.
| \| Classement de l'étape \| Classement de l'étape \| Classement de l'étape \| Classement de l'étape \| Classement de l'étape \| \| Coureuse \| Coureuse \| Pays \| Équipe \| Temps \| \| --------------------- \| --------------------- \| --------------------- \| ---------------------------------- \| --------------------- \| \| 1re \| Lorena Wiebes \| Pays-Bas \| Team DSM \| 2 h 28 min 28 s \| \| 2e \| Lotte Kopecky \| Belgique \| Belgique \| + 0 s \| \| 3e \| Emilia Fahlin \| Suède \| FDJ-Nouvelle Aquitaine-Futuroscope \| + 2 s \| \| 4e \| Jolien D'Hoore \| Belgique \| SD Worx \| + 2 s \| \| 5e \| Alexis Magner \| États-Unis \| Canyon-SRAM Racing \| + 2 s \| \| 6e \| Lucinda Brand \| Pays-Bas \| Trek-Segafredo \| + 2 s \| \| 7e \| Gladys Verhulst \| France \| Arkéa Pro Cycling Team \| + 2 s \| \| 8e \| Emma Norsgaard \| Danemark \| Movistar Team \| + 2 s \| \| 9e \| Zsófia Szabó \| Hongrie \| Andy Schleck-CP NVST-Immo Losch \| + 2 s \| \| 10e \| Anna Henderson \| Royaume-Uni \| Jumbo-Visma Women Team \| + 2 s \| |                 |             |                                    |                 |
| |                 |             |                                    |                 |
| Source : ProCyclingStats |                 |             |                                    |                 |
| Classement de l'étape |                 |             |                                    |                 |
| Coureuse | Coureuse        | Pays        | Équipe                             | Temps           |
| 1re | Lorena Wiebes   | Pays-Bas    | Team DSM                           | 2 h 28 min 28 s |
| 2e | Lotte Kopecky   | Belgique    | Belgique                           | + 0 s           |
| 3e | Emilia Fahlin   | Suède       | FDJ-Nouvelle Aquitaine-Futuroscope | + 2 s           |
| 4e | Jolien D'Hoore  | Belgique    | SD Worx                            | + 2 s           |
| 5e | Alexis Magner   | États-Unis  | Canyon-SRAM Racing                 | + 2 s           |
| 6e | Lucinda Brand   | Pays-Bas    | Trek-Segafredo                     | + 2 s           |
| 7e | Gladys Verhulst | France      | Arkéa Pro Cycling Team             | + 2 s           |
| 8e | Emma Norsgaard  | Danemark    | Movistar Team                      | + 2 s           |
| 9e | Zsófia Szabó    | Hongrie     | Andy Schleck-CP NVST-Immo Losch    | + 2 s           |
| 10e | Anna Henderson  | Royaume-Uni | Jumbo-Visma Women Team             | + 2 s           |

## Classements finals

### Classement général final
| \| Classement général \| Classement général \| Classement général \| Classement général \| Classement général \| \| Coureuse \| Coureuse \| Pays \| Équipe \| Temps \| \| ------------------ \| ------------------ \| ------------------ \| ---------------------------------- \| ------------------ \| \| 1re \| Lucinda Brand \| Pays-Bas \| Trek-Segafredo \| 17 h 53 min 35 s \| \| 2e \| Lotte Kopecky \| Belgique \| Belgique \| + 9 s \| \| 3e \| Emma Norsgaard \| Danemark \| Movistar Team \| + 18 s \| \| 4e \| Liane Lippert \| Allemagne \| Team DSM \| + 40 s \| \| 5e \| Emilia Fahlin \| Suède \| FDJ-Nouvelle Aquitaine-Futuroscope \| + 42 s \| \| 6e \| Amy Pieters \| Pays-Bas \| SD Worx \| + 50 s \| \| 7e \| Tiffany Cromwell \| Australie \| Canyon-SRAM Racing \| + 1 min 03 s \| \| 8e \| Christine Majerus \| Luxembourg \| SD Worx \| + 1 min 19 s \| \| 9e \| Lizzie Deignan \| Royaume-Uni \| Trek-Segafredo \| + 1 min 26 s \| \| 10e \| Valerie Demey \| Belgique \| Belgique \| + 1 min 28 s \| |                   |             |                                    |                  |
| |                   |             |                                    |                  |
| Source : ProCyclingStats |                   |             |                                    |                  |
| Classement général |                   |             |                                    |                  |
| Coureuse | Coureuse          | Pays        | Équipe                             | Temps            |
| 1re | Lucinda Brand     | Pays-Bas    | Trek-Segafredo                     | 17 h 53 min 35 s |
| 2e | Lotte Kopecky     | Belgique    | Belgique                           | + 9 s            |
| 3e | Emma Norsgaard    | Danemark    | Movistar Team                      | + 18 s           |
| 4e | Liane Lippert     | Allemagne   | Team DSM                           | + 40 s           |
| 5e | Emilia Fahlin     | Suède       | FDJ-Nouvelle Aquitaine-Futuroscope | + 42 s           |
| 6e | Amy Pieters       | Pays-Bas    | SD Worx                            | + 50 s           |
| 7e | Tiffany Cromwell  | Australie   | Canyon-SRAM Racing                 | + 1 min 03 s     |
| 8e | Christine Majerus | Luxembourg  | SD Worx                            | + 1 min 19 s     |
| 9e | Lizzie Deignan    | Royaume-Uni | Trek-Segafredo                     | + 1 min 26 s     |
| 10e | Valerie Demey     | Belgique    | Belgique                           | + 1 min 28 s     |

### Points UCI
| Position           | 1er | 2e  | 3e  | 4e  | 5e | 6e | 7e | 8e | 9e | 10e | 11e | 12e | 13e | 14e | 15e | 16e à 25e | 26e à 30e |
| Classement général | 200 | 150 | 125 | 100 | 85 | 70 | 60 | 50 | 40 | 35  | 30  | 25  | 20  | 15  | 10  | 5         | 3         |
| Par étape          | 25  | 20  | 15  | 12  | 10 | 8  | 6  | 4  |    |     |     |     |     |     |     |           |           |
| Leader, par étape  | 5   |     |     |     |    |    |    |    |    |     |     |     |     |     |     |           |           |

### Classements annexes

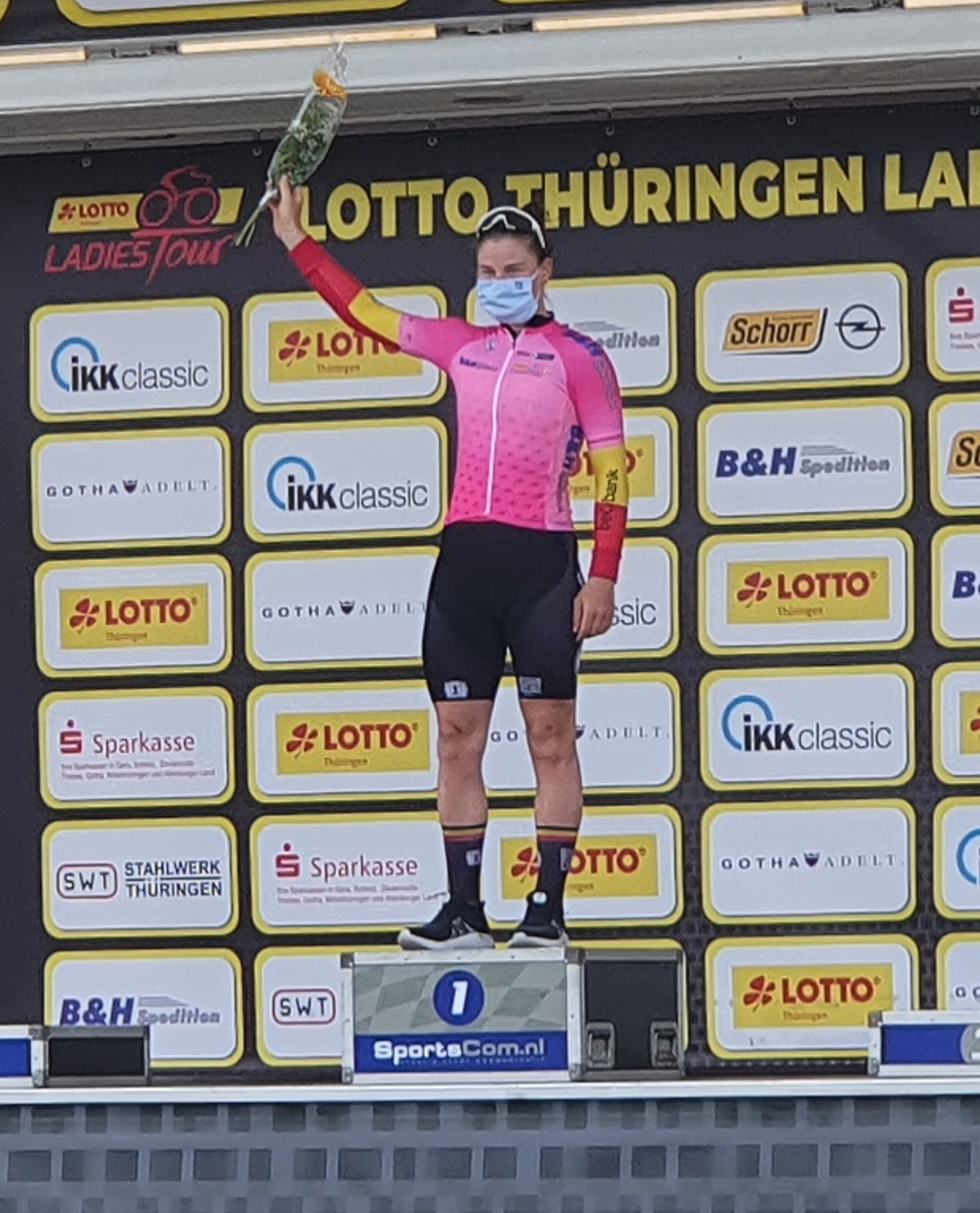
Lotte Kopecky vainqueur du classement par points
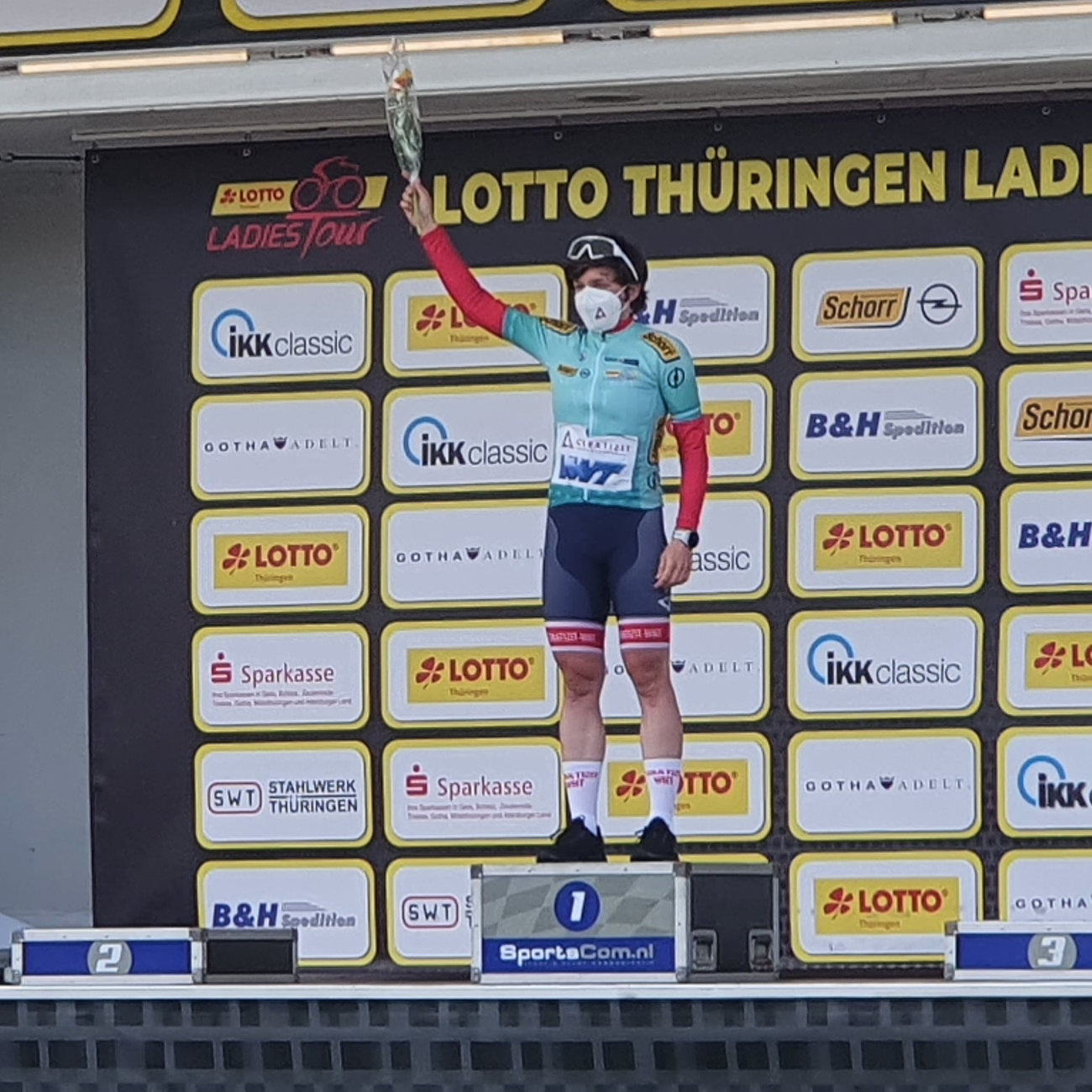
Kathrin Hammes vainqueur du classement de la meilleure grimpeuse
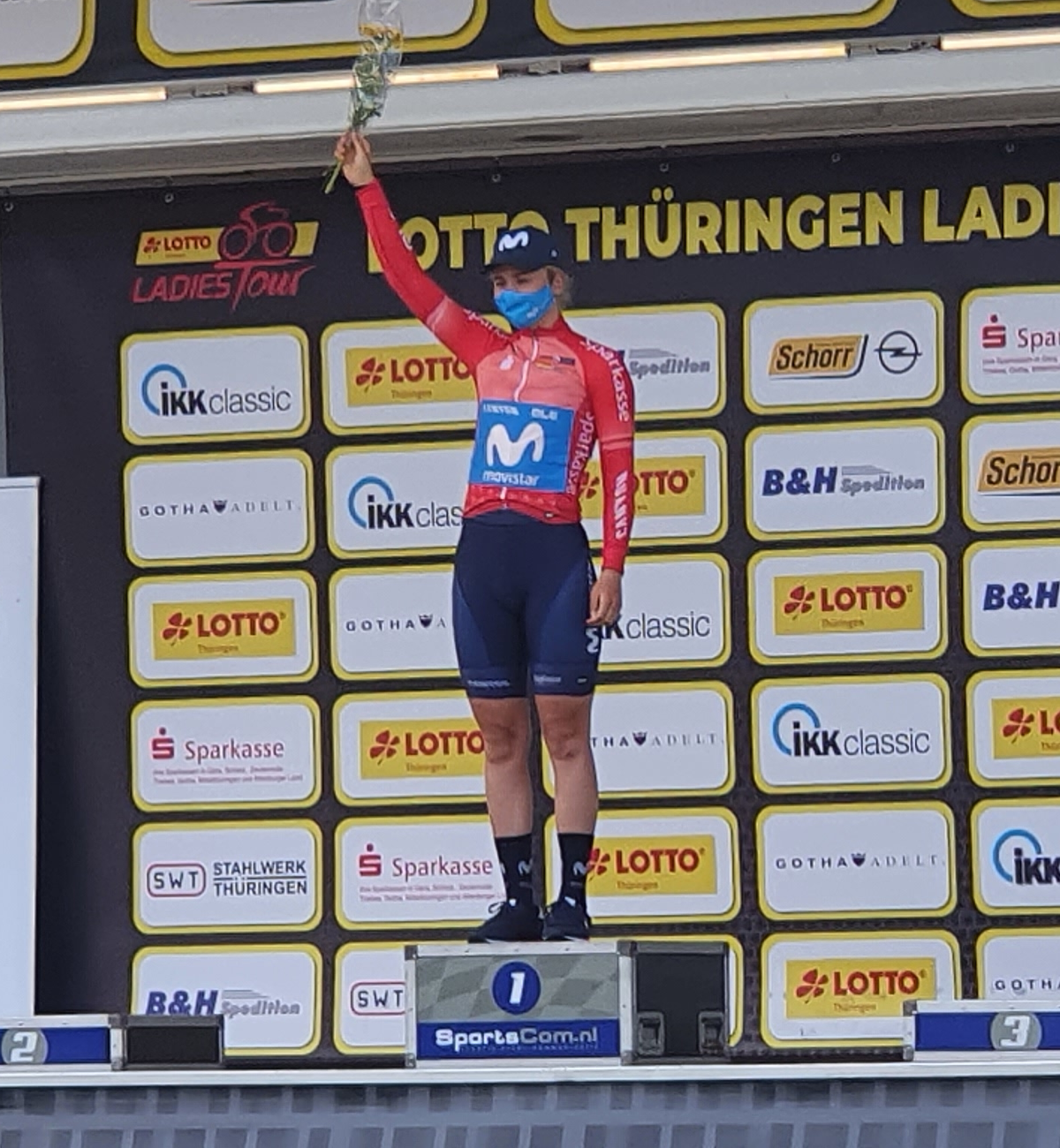
Emma Norsgaard Jørgensen vainqueur du classement de la meilleure jeune
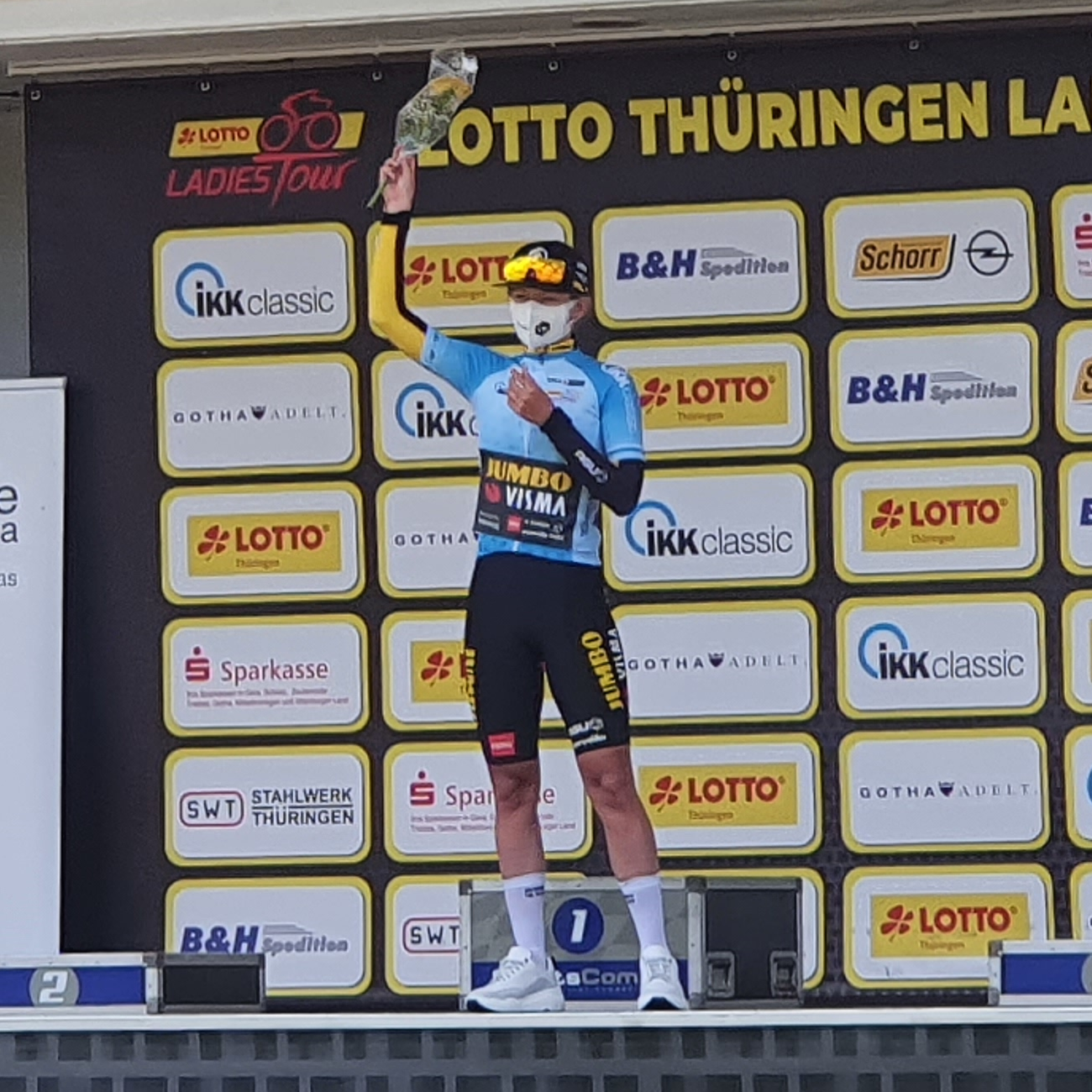
Karlijn Swinkels vainqueur du classement de la plus combative
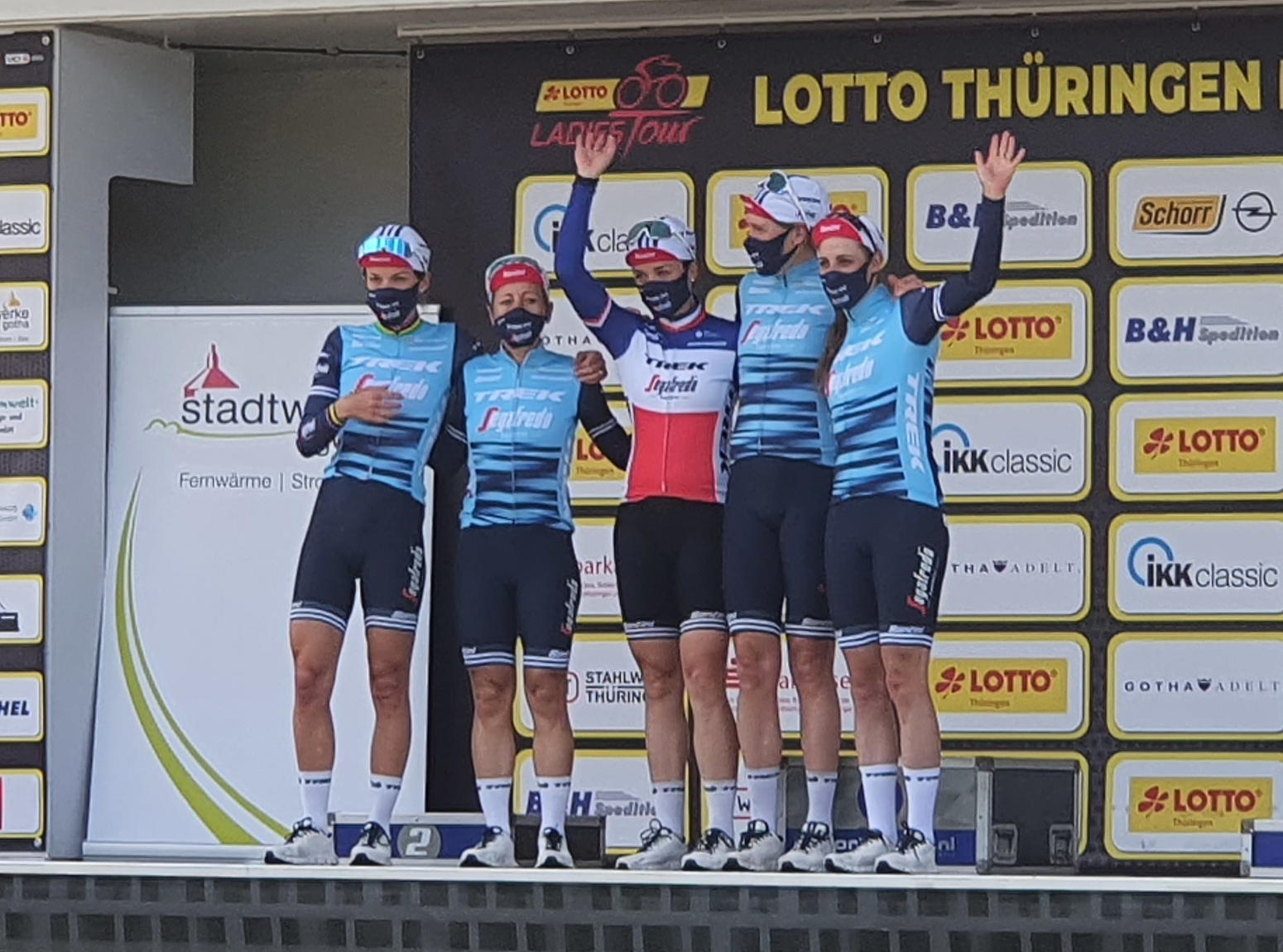
Trek Segafredo vainqueur du classement de la meilleure équipe

| Classement par points | Classement par points | Classement par points | Classement par points              | Classement par points |
| Coureuse              | Coureuse              | Pays                  | Équipe                             | Points                |
| --------------------- | --------------------- | --------------------- | ---------------------------------- | --------------------- |
| 1re                   | Lotte Kopecky         | Belgique              | Belgique                           | 22 pts                |
| 2e                    | Lucinda Brand         | Pays-Bas              | Trek-Segafredo                     | 19 pts                |
| 3e                    | Emma Norsgaard        | Danemark              | Movistar Team                      | 19 pts                |
| 4e                    | Lorena Wiebes         | Pays-Bas              | Team DSM                           | 15 pts                |
| 5e                    | Amy Pieters           | Pays-Bas              | SD Worx                            | 9 pts                 |
| 6e                    | Emilia Fahlin         | Suède                 | FDJ-Nouvelle Aquitaine-Futuroscope | 8 pts                 |
| 7e                    | Katharina Fox         | Allemagne             | RSG Gießen Biehler                 | 6 pts                 |
| 8e                    | Anna Henderson        | Royaume-Uni           | Jumbo-Visma Women Team             | 6 pts                 |
| 9e                    | Lizzie Deignan        | Royaume-Uni           | Trek-Segafredo                     | 5 pts                 |
| 10e                   | Lisa Klein            | Allemagne             | Canyon-SRAM Racing                 | 5 pts                 |

| Classement par points | Classement par points | Classement par points | Classement par points              | Classement par points |
| Coureuse              | Coureuse              | Pays                  | Équipe                             | Points                |
| --------------------- | --------------------- | --------------------- | ---------------------------------- | --------------------- |
| 1re                   | Lotte Kopecky         | Belgique              | Belgique                           | 22 pts                |
| 2e                    | Lucinda Brand         | Pays-Bas              | Trek-Segafredo                     | 19 pts                |
| 3e                    | Emma Norsgaard        | Danemark              | Movistar Team                      | 19 pts                |
| 4e                    | Lorena Wiebes         | Pays-Bas              | Team DSM                           | 15 pts                |
| 5e                    | Amy Pieters           | Pays-Bas              | SD Worx                            | 9 pts                 |
| 6e                    | Emilia Fahlin         | Suède                 | FDJ-Nouvelle Aquitaine-Futuroscope | 8 pts                 |
| 7e                    | Katharina Fox         | Allemagne             | RSG Gießen Biehler                 | 6 pts                 |
| 8e                    | Anna Henderson        | Royaume-Uni           | Jumbo-Visma Women Team             | 6 pts                 |
| 9e                    | Lizzie Deignan        | Royaume-Uni           | Trek-Segafredo                     | 5 pts                 |
| 10e                   | Lisa Klein            | Allemagne             | Canyon-SRAM Racing                 | 5 pts                 |

| Classement de la montagne | Classement de la montagne   | Classement de la montagne | Classement de la montagne | Classement de la montagne |
| Coureuse                  | Coureuse                    | Pays                      | Équipe                    | Points                    |
| ------------------------- | --------------------------- | ------------------------- | ------------------------- | ------------------------- |
| 1re                       | Kathrin Hammes              | Allemagne                 | Ceratizit-WNT Pro Cycling | 26 pts                    |
| 2e                        | Liane Lippert               | Allemagne                 | Team DSM                  | 16 pts                    |
| 3e                        | Ella Harris                 | Nouvelle-Zélande          | Canyon-SRAM Racing        | 12 pts                    |
| 4e                        | Amy Pieters                 | Pays-Bas                  | SD Worx                   | 11 pts                    |
| 5e                        | Lisa Klein                  | Allemagne                 | Canyon-SRAM Racing        | 10 pts                    |
| 6e                        | Helena Bieber               | Allemagne                 | RSG Gießen Biehler        | 10 pts                    |
| 7e                        | Chantal van den Broek-Blaak | Pays-Bas                  | SD Worx                   | 8 pts                     |
| 8e                        | Kirsten Wild                | Pays-Bas                  | Ceratizit-WNT Pro Cycling | 6 pts                     |
| 9e                        | Lucinda Brand               | Pays-Bas                  | Trek-Segafredo            | 5 pts                     |
| 10e                       | Lizzie Deignan              | Royaume-Uni               | Trek-Segafredo            | 5 pts                     |

| Classement de la montagne | Classement de la montagne   | Classement de la montagne | Classement de la montagne | Classement de la montagne |
| Coureuse                  | Coureuse                    | Pays                      | Équipe                    | Points                    |
| ------------------------- | --------------------------- | ------------------------- | ------------------------- | ------------------------- |
| 1re                       | Kathrin Hammes              | Allemagne                 | Ceratizit-WNT Pro Cycling | 26 pts                    |
| 2e                        | Liane Lippert               | Allemagne                 | Team DSM                  | 16 pts                    |
| 3e                        | Ella Harris                 | Nouvelle-Zélande          | Canyon-SRAM Racing        | 12 pts                    |
| 4e                        | Amy Pieters                 | Pays-Bas                  | SD Worx                   | 11 pts                    |
| 5e                        | Lisa Klein                  | Allemagne                 | Canyon-SRAM Racing        | 10 pts                    |
| 6e                        | Helena Bieber               | Allemagne                 | RSG Gießen Biehler        | 10 pts                    |
| 7e                        | Chantal van den Broek-Blaak | Pays-Bas                  | SD Worx                   | 8 pts                     |
| 8e                        | Kirsten Wild                | Pays-Bas                  | Ceratizit-WNT Pro Cycling | 6 pts                     |
| 9e                        | Lucinda Brand               | Pays-Bas                  | Trek-Segafredo            | 5 pts                     |
| 10e                       | Lizzie Deignan              | Royaume-Uni               | Trek-Segafredo            | 5 pts                     |

| Classement du meilleur jeune | Classement du meilleur jeune | Classement du meilleur jeune | Classement du meilleur jeune       | Classement du meilleur jeune |
| Coureuse                     | Coureuse                     | Pays                         | Équipe                             | Temps                        |
| ---------------------------- | ---------------------------- | ---------------------------- | ---------------------------------- | ---------------------------- |
| 1re                          | Emma Norsgaard               | Danemark                     | Movistar Team                      | 17 h 53 min 53 s             |
| 2e                           | Léa Curinier                 | France                       | Arkéa Pro Cycling Team             | + 2 min 24 s                 |
| 3e                           | Hannah Ludwig                | Allemagne                    | Canyon-SRAM Racing                 | + 3 min 30 s                 |
| 4e                           | Neve Bradbury                | Australie                    | Canyon-SRAM Racing                 | + 7 min 02 s                 |
| 5e                           | Anne Dorthe Ysland           | Norvège                      | Coop-Hitec Products                | + 7 min 26 s                 |
| 6e                           | Lorena Wiebes                | Pays-Bas                     | Team DSM                           | + 7 min 55 s                 |
| 7e                           | Clara Copponi                | France                       | FDJ-Nouvelle Aquitaine-Futuroscope | + 9 min 57 s                 |
| 8e                           | Pfeiffer Georgi              | Royaume-Uni                  | Team DSM                           | + 10 min 25 s                |
| 9e                           | Lonneke Uneken               | Pays-Bas                     | SD Worx                            | + 11 min 33 s                |
| 10e                          | Katharina Hechler            | Allemagne                    | Allemagne                          | + 14 min 38 s                |

| Classement du meilleur jeune | Classement du meilleur jeune | Classement du meilleur jeune | Classement du meilleur jeune       | Classement du meilleur jeune |
| Coureuse                     | Coureuse                     | Pays                         | Équipe                             | Temps                        |
| ---------------------------- | ---------------------------- | ---------------------------- | ---------------------------------- | ---------------------------- |
| 1re                          | Emma Norsgaard               | Danemark                     | Movistar Team                      | 17 h 53 min 53 s             |
| 2e                           | Léa Curinier                 | France                       | Arkéa Pro Cycling Team             | + 2 min 24 s                 |
| 3e                           | Hannah Ludwig                | Allemagne                    | Canyon-SRAM Racing                 | + 3 min 30 s                 |
| 4e                           | Neve Bradbury                | Australie                    | Canyon-SRAM Racing                 | + 7 min 02 s                 |
| 5e                           | Anne Dorthe Ysland           | Norvège                      | Coop-Hitec Products                | + 7 min 26 s                 |
| 6e                           | Lorena Wiebes                | Pays-Bas                     | Team DSM                           | + 7 min 55 s                 |
| 7e                           | Clara Copponi                | France                       | FDJ-Nouvelle Aquitaine-Futuroscope | + 9 min 57 s                 |
| 8e                           | Pfeiffer Georgi              | Royaume-Uni                  | Team DSM                           | + 10 min 25 s                |
| 9e                           | Lonneke Uneken               | Pays-Bas                     | SD Worx                            | + 11 min 33 s                |
| 10e                          | Katharina Hechler            | Allemagne                    | Allemagne                          | + 14 min 38 s                |

| Classement par équipes | Classement par équipes | Classement par équipes | Classement par équipes |
| Équipe                 | Équipe                 | Pays                   | Temps                  |
| ---------------------- | ---------------------- | ---------------------- | ---------------------- |
| 1re                    | Trek-Segafredo         | États-Unis             | 53 h 46 min 18 s       |
| 2e                     | SD Worx                | Pays-Bas               | + 1 min 16 s           |
| 3e                     | Canyon-SRAM Racing     | Allemagne              | + 1 min 18 s           |

| Classement par équipes | Classement par équipes | Classement par équipes | Classement par équipes |
| Équipe                 | Équipe                 | Pays                   | Temps                  |
| ---------------------- | ---------------------- | ---------------------- | ---------------------- |
| 1re                    | Trek-Segafredo         | États-Unis             | 53 h 46 min 18 s       |
| 2e                     | SD Worx                | Pays-Bas               | + 1 min 16 s           |
| 3e                     | Canyon-SRAM Racing     | Allemagne              | + 1 min 18 s           |

## Évolution des classements
| Étape              |                    | Vainqueur _    | Classement général | Classement par points | Meilleure grimpeuse | Meilleure jeune | Super-combative  | Meilleure équipe _ |
| ------------------ | ------------------ | -------------- | ------------------ | --------------------- | ------------------- | --------------- | ---------------- | ------------------ |
| 1re étape          | étape de plaine    | Emma Norsgaard | Emma Norsgaard     | Emma Norsgaard        | Liane Lippert       | Emma Norsgaard  | Lizzie Deignan   | Trek-Segafredo     |
| 2e étape           | étape vallonnée    | Lorena Wiebes  | Emma Norsgaard     | Emma Norsgaard        | Kathrin Hammes      | Emma Norsgaard  | Katharina Fox    | Trek-Segafredo     |
| 3e étape           | étape vallonnée    | Lucinda Brand  | Emma Norsgaard     | Emma Norsgaard        | Kathrin Hammes      | Emma Norsgaard  | Helena Bieber    | Trek-Segafredo     |
| 4e étape           | étape vallonnée    | Lotte Kopecky  | Lucinda Brand      | Lotte Kopecky         | Kathrin Hammes      | Emma Norsgaard  | Kristen Faulkner | Trek-Segafredo     |
| 5e étape           | étape vallonnée    | Lucinda Brand  | Lucinda Brand      | Lucinda Brand         | Kathrin Hammes      | Emma Norsgaard  | Lisa Klein       | Trek-Segafredo     |
| 6e étape           | étape de plaine    | Lorena Wiebes  | Lucinda Brand      | Lotte Kopecky         | Kathrin Hammes      | Emma Norsgaard  | Karlijn Swinkels | Trek-Segafredo     |
| Classements finals | Classements finals |                | Lucinda Brand      | Lotte Kopecky         | Kathrin Hammes      | Emma Norsgaard  | Karlijn Swinkels | Trek-Segafredo     |

## Liste des participantes
| Légende                                          | Légende                                                                                              | Légende                                | Légende |
| ------------------------------------------------ | --- | -------------------------------------- | --- |
| Num                                              | Dossard de départ porté par la coureuse sur ce Tour de Thuringe féminin                              | Pos                                    | Position finale au classement général                                                                           |
| Leader du classement général                     | Indique la vainqueur du classement général                                                           | Leader du classement de la montagne    | Indique la vainqueur du classement de la montagne                                                               |
| Leader du classement des sprints                 | Indique la vainqueur du classement des sprints                                                       | Leader du classement du meilleur jeune | Indique la vainqueur du classement de la meilleure jeune                                                        |
| Coureur élu combatif lors de la précédente étape | Indique la coureuse la plus combative                                                                |                                        | Indique un maillot de champion national ou mondial, suivi de sa spécialité                                      |
| #                                                | Indique la meilleure équipe                                                                          | NP                                     | Indique une coureuse qui n'a pas pris le départ d'une étape, suivi du numéro de l'étape où elle s'est retirée   |
| AB                                               | Indique une coureuse qui n'a pas terminé une étape, suivi du numéro de l'étape où elle s'est retirée | HD                                     | Indique un coureuse qui a terminé une étape hors des délais, suivi du numéro de l'étape                         |
| DSQ                                              | Indique un coureur qui a été disqualifié de la course, suivi du numéro de l'étape                    | *                                      | Indique un coureuse en lice pour le classement de la meilleure jeune (coureuses nées après le 1er janvier 1999) |

| Ceratizit-WNT Pro Cycling WNT | Ceratizit-WNT Pro Cycling WNT | Ceratizit-WNT Pro Cycling WNT |
| ----------------------------- | ----------------------------- | ----------------------------- |
| Num                           | Coureuse                      | Pos                           |
| 1                             | Kathrin Hammes (GER)          | 11e                           |
| 2                             | Lisa Brennauer (GER) (route)  | 13e                           |
| 3                             | Kirsten Wild (NED)            | 38e                           |
| 4                             | Franziska Brauße (GER)        | 78e                           |
| 5                             | Lea Lin Teutenberg (GER)      | 68e                           |
| 6                             | Julie Norman Leth (DEN)       | 48e                           |

| SD Worx SDW | SD Worx SDW                       | SD Worx SDW |
| ----------- | --------------------------------- | ----------- |
| Num         | Coureuse                          | Pos         |
| 11          | Chantal van den Broek-Blaak (NED) | 24e         |
| 12          | Amy Pieters (NED)                 | 6e          |
| 13          | Jolien D'Hoore (BEL)              | 57e         |
| 14          | Lonneke Uneken (NED)              | 37e         |
| 15          | Christine Majerus (LUX) (route)   | 8e          |
| 16          | Elena Cecchini (ITA)              | 23e         |

| Movistar Team MOV | Movistar Team MOV            | Movistar Team MOV |
| ----------------- | ---------------------------- | ----------------- |
| Num               | Coureuse                     | Pos               |
| 21                | Aude Biannic (FRA)           | 36e               |
| 22                | Barbara Guarischi (ITA)      | 76e               |
| 23                | Sheyla Gutiérrez (ESP)       | 58e               |
| 24                | Emma Norsgaard (DEN) (route) | 3e                |
| 25                | Lourdes Oyarbide (ESP)       | 53e               |
| 26                | Alba Teruel (ESP)            | 75e               |

| Trek-Segafredo TFS | Trek-Segafredo TFS                | Trek-Segafredo TFS |
| ------------------ | --------------------------------- | ------------------ |
| Num                | Coureuse                          | Pos                |
| 31                 | Lucinda Brand (NED)               | 1re                |
| 32                 | Audrey Cordon-Ragot (FRA) (route) | 18e                |
| 33                 | Lizzie Deignan (GBR)              | 9e                 |
| 35                 | Ellen van Dijk (NED)              | 35e                |
| 36                 | Trixi Worrack (GER)               | 44e                |

| Jumbo-Visma Women Team TJV | Jumbo-Visma Women Team TJV | Jumbo-Visma Women Team TJV |
| -------------------------- | -------------------------- | -------------------------- |
| Num                        | Coureuse                   | Pos                        |
| 41                         | Karlijn Swinkels (NED)     | 41e                        |
| 43                         | Jip van den Bos (NED)      | AB-5                       |
| 44                         | Aafke Soet (NED)           | AB-5                       |
| 45                         | Romy Kasper (GER)          | 39e                        |
| 46                         | Anna Henderson (GBR)       | 25e                        |

| Canyon-SRAM Racing CSR | Canyon-SRAM Racing CSR | Canyon-SRAM Racing CSR |
| ---------------------- | ---------------------- | ---------------------- |
| Num                    | Coureuse               | Pos                    |
| 51                     | Tiffany Cromwell (AUS) | 7e                     |
| 52                     | Ella Harris (NZL)      | 28e                    |
| 53                     | Lisa Klein (GER)       | 21e                    |
| 54                     | Hannah Ludwig (GER)    | 19e                    |
| 55                     | Alexis Magner (USA)    | 22e                    |
| 56                     | Neve Bradbury (AUS)    | 26e                    |

| FDJ-Nouvelle Aquitaine-Futuroscope FDJ | FDJ-Nouvelle Aquitaine-Futuroscope FDJ | FDJ-Nouvelle Aquitaine-Futuroscope FDJ |
| -------------------------------------- | -------------------------------------- | -------------------------------------- |
| Num                                    | Coureuse                               | Pos                                    |
| 61                                     | Marta Cavalli (ITA)                    | 14e                                    |
| 62                                     | Clara Copponi (FRA)                    | 33e                                    |
| 64                                     | Emilia Fahlin (SWE)                    | 5e                                     |
| 65                                     | Maëlle Grossetête (FRA)                | AB-5                                   |
| 66                                     | Jade Wiel (FRA)                        | 64e                                    |

| Team DSM DSM | Team DSM DSM           | Team DSM DSM |
| ------------ | ---------------------- | ------------ |
| Num          | Coureuse               | Pos          |
| 71           | Susanne Andersen (NOR) | 49e          |
| 72           | Pfeiffer Georgi (GBR)  | 34e          |
| 73           | Franziska Koch (GER)   | 50e          |
| 74           | Liane Lippert (GER)    | 4e           |
| 75           | Floortje Mackaij (NED) | 20e          |
| 76           | Lorena Wiebes (NED)    | 29e          |

| Tibco-Silicon Valley Bank TIB | Tibco-Silicon Valley Bank TIB | Tibco-Silicon Valley Bank TIB |
| ----------------------------- | ----------------------------- | ----------------------------- |
| Num                           | Coureuse                      | Pos                           |
| 81                            | Eri Yonamine (JPN)            | 63e                           |
| 82                            | Clara Honsinger (USA)         | 40e                           |
| 84                            | Tanja Erath (GER)             | 70e                           |
| 85                            | Nina Kessler (NED)            | AB-2                          |
| 86                            | Kristen Faulkner (USA)        | AB-5                          |

| Arkéa Pro Cycling Team ARK | Arkéa Pro Cycling Team ARK | Arkéa Pro Cycling Team ARK |
| -------------------------- | -------------------------- | -------------------------- |
| Num                        | Coureuse                   | Pos                        |
| 91                         | Charlotte Becker (GER)     | 47e                        |
| 92                         | Lucie Jounier (FRA)        | 30e                        |
| 93                         | Typhaine Laurance (FRA)    | 59e                        |
| 94                         | Léa Curinier (FRA)         | 15e                        |
| 95                         | Sandra Levenez (FRA)       | 17e                        |
| 96                         | Gladys Verhulst (FRA)      | 43e                        |

| Andy Schleck-CP NVST-Immo Losch ASC | Andy Schleck-CP NVST-Immo Losch ASC | Andy Schleck-CP NVST-Immo Losch ASC |
| ----------------------------------- | ----------------------------------- | ----------------------------------- |
| Num                                 | Coureuse                            | Pos                                 |
| 101                                 | Carolin Schiff (GER)                | 46e                                 |
| 102                                 | Georgia Danford (AUS)               | 77e                                 |
| 103                                 | Lisa Müllenberg (NED)               | 83e                                 |
| 104                                 | Mia Berg (LUX)                      | AB-1                                |
| 105                                 | Zsófia Szabó (HUN)                  | 74e                                 |
| 106                                 | Sandra Weiss (SUI)                  | 67e                                 |

| Coop-Hitec Products HPU | Coop-Hitec Products HPU  | Coop-Hitec Products HPU |
| ----------------------- | ------------------------ | ----------------------- |
| Num                     | Coureuse                 | Pos                     |
| 111                     | Christa Riffel (GER)     | 73e                     |
| 112                     | Caroline Andersson (SWE) | 65e                     |
| 113                     | Ingvild Gåskjenn (NOR)   | 16e                     |
| 114                     | Mieke Kröger (GER)       | AB-5                    |
| 115                     | Amalie Lutro (NOR)       | 56e                     |
| 116                     | Anne Dorthe Ysland (NOR) | 27e                     |

| Pays-Bas NED | Pays-Bas NED         | Pays-Bas NED |
| ------------ | -------------------- | ------------ |
| Num          | Coureuse             | Pos          |
| 121          | Rozemarijn Ammerlaan | AB-5         |
| 122          | Thalita de Jong      | AB-4         |
| 123          | Janneke Ensing       | 31e          |
| 124          | Ilse Pluimers        | 52e          |
| 125          | Ilse Grit            | 69e          |
| 126          | Eline Van Rooijen    | 55e          |

| Allemagne GER | Allemagne GER          | Allemagne GER |
| ------------- | ---------------------- | ------------- |
| Num           | Coureuse               | Pos           |
| 131           | Clara Koppenburg       | 12e           |
| 132           | Lena Charlotte Reißner | 71e           |
| 133           | Friederike Stern       | 54e           |
| 134           | Laura Süßemilch        | 45e           |
| 135           | Katharina Hechler      | 42e           |
| 136           | Svenja Betz            | 62e           |

| Belgique BEL | Belgique BEL          | Belgique BEL |
| ------------ | --------------------- | ------------ |
| Num          | Coureuse              | Pos          |
| 141          | Shari Bossuyt         | 66e          |
| 142          | Valerie Demey         | 10e          |
| 143          | Ann-Sophie Duyck      | 60e          |
| 144          | Lotte Kopecky (route) | 2e           |
| 145          | Lone Meertens         | 51e          |
| 146          | Sara Van de Vel       | 32e          |

| RSG Gießen Biehler ___ | RSG Gießen Biehler ___ | RSG Gießen Biehler ___ |
| ---------------------- | ---------------------- | ---------------------- |
| Num                    | Coureuse               | Pos                    |
| 151                    | Helena Bieber (GER)    | 72e                    |
| 152                    | Lydia Wegemund (GER)   | AB-5                   |
| 153                    | Bianca Bernhard (GER)  | 82e                    |
| 154                    | Adelheid Schütz (GER)  | AB-5                   |
| 155                    | Amélie Hild (FRA)      | AB-5                   |
| 156                    | Katharina Fox (GER)    | 79e                    |

| Maxx-Solar ___ | Maxx-Solar ___             | Maxx-Solar ___ |
| -------------- | -------------------------- | -------------- |
| Num            | Coureuse                   | Pos            |
| 161            | Hannah Fandel (GER)        | 81e            |
| 162            | Lisa Fischer (GER)         | 80e            |
| 164            | Katharina Julia Hinz (GER) | AB-1           |
| 165            | Olivia Schoppe (GER)       | AB-2           |
| 166            | Beate Zanner (GER)         | 61e            |

| Ceratizit-WNT Pro Cycling WNT | Ceratizit-WNT Pro Cycling WNT | Ceratizit-WNT Pro Cycling WNT |
| ----------------------------- | ----------------------------- | ----------------------------- |
| Num                           | Coureuse                      | Pos                           |
| 1                             | Kathrin Hammes (GER)          | 11e                           |
| 2                             | Lisa Brennauer (GER) (route)  | 13e                           |
| 3                             | Kirsten Wild (NED)            | 38e                           |
| 4                             | Franziska Brauße (GER)        | 78e                           |
| 5                             | Lea Lin Teutenberg (GER)      | 68e                           |
| 6                             | Julie Norman Leth (DEN)       | 48e                           |

| SD Worx SDW | SD Worx SDW                       | SD Worx SDW |
| ----------- | --------------------------------- | ----------- |
| Num         | Coureuse                          | Pos         |
| 11          | Chantal van den Broek-Blaak (NED) | 24e         |
| 12          | Amy Pieters (NED)                 | 6e          |
| 13          | Jolien D'Hoore (BEL)              | 57e         |
| 14          | Lonneke Uneken (NED)              | 37e         |
| 15          | Christine Majerus (LUX) (route)   | 8e          |
| 16          | Elena Cecchini (ITA)              | 23e         |

| Movistar Team MOV | Movistar Team MOV            | Movistar Team MOV |
| ----------------- | ---------------------------- | ----------------- |
| Num               | Coureuse                     | Pos               |
| 21                | Aude Biannic (FRA)           | 36e               |
| 22                | Barbara Guarischi (ITA)      | 76e               |
| 23                | Sheyla Gutiérrez (ESP)       | 58e               |
| 24                | Emma Norsgaard (DEN) (route) | 3e                |
| 25                | Lourdes Oyarbide (ESP)       | 53e               |
| 26                | Alba Teruel (ESP)            | 75e               |

| Trek-Segafredo TFS | Trek-Segafredo TFS                | Trek-Segafredo TFS |
| ------------------ | --------------------------------- | ------------------ |
| Num                | Coureuse                          | Pos                |
| 31                 | Lucinda Brand (NED)               | 1re                |
| 32                 | Audrey Cordon-Ragot (FRA) (route) | 18e                |
| 33                 | Lizzie Deignan (GBR)              | 9e                 |
| 35                 | Ellen van Dijk (NED)              | 35e                |
| 36                 | Trixi Worrack (GER)               | 44e                |

| Jumbo-Visma Women Team TJV | Jumbo-Visma Women Team TJV | Jumbo-Visma Women Team TJV |
| -------------------------- | -------------------------- | -------------------------- |
| Num                        | Coureuse                   | Pos                        |
| 41                         | Karlijn Swinkels (NED)     | 41e                        |
| 43                         | Jip van den Bos (NED)      | AB-5                       |
| 44                         | Aafke Soet (NED)           | AB-5                       |
| 45                         | Romy Kasper (GER)          | 39e                        |
| 46                         | Anna Henderson (GBR)       | 25e                        |

| Canyon-SRAM Racing CSR | Canyon-SRAM Racing CSR | Canyon-SRAM Racing CSR |
| ---------------------- | ---------------------- | ---------------------- |
| Num                    | Coureuse               | Pos                    |
| 51                     | Tiffany Cromwell (AUS) | 7e                     |
| 52                     | Ella Harris (NZL)      | 28e                    |
| 53                     | Lisa Klein (GER)       | 21e                    |
| 54                     | Hannah Ludwig (GER)    | 19e                    |
| 55                     | Alexis Magner (USA)    | 22e                    |
| 56                     | Neve Bradbury (AUS)    | 26e                    |

| FDJ-Nouvelle Aquitaine-Futuroscope FDJ | FDJ-Nouvelle Aquitaine-Futuroscope FDJ | FDJ-Nouvelle Aquitaine-Futuroscope FDJ |
| -------------------------------------- | -------------------------------------- | -------------------------------------- |
| Num                                    | Coureuse                               | Pos                                    |
| 61                                     | Marta Cavalli (ITA)                    | 14e                                    |
| 62                                     | Clara Copponi (FRA)                    | 33e                                    |
| 64                                     | Emilia Fahlin (SWE)                    | 5e                                     |
| 65                                     | Maëlle Grossetête (FRA)                | AB-5                                   |
| 66                                     | Jade Wiel (FRA)                        | 64e                                    |

| Team DSM DSM | Team DSM DSM           | Team DSM DSM |
| ------------ | ---------------------- | ------------ |
| Num          | Coureuse               | Pos          |
| 71           | Susanne Andersen (NOR) | 49e          |
| 72           | Pfeiffer Georgi (GBR)  | 34e          |
| 73           | Franziska Koch (GER)   | 50e          |
| 74           | Liane Lippert (GER)    | 4e           |
| 75           | Floortje Mackaij (NED) | 20e          |
| 76           | Lorena Wiebes (NED)    | 29e          |

| Tibco-Silicon Valley Bank TIB | Tibco-Silicon Valley Bank TIB | Tibco-Silicon Valley Bank TIB |
| ----------------------------- | ----------------------------- | ----------------------------- |
| Num                           | Coureuse                      | Pos                           |
| 81                            | Eri Yonamine (JPN)            | 63e                           |
| 82                            | Clara Honsinger (USA)         | 40e                           |
| 84                            | Tanja Erath (GER)             | 70e                           |
| 85                            | Nina Kessler (NED)            | AB-2                          |
| 86                            | Kristen Faulkner (USA)        | AB-5                          |

| Arkéa Pro Cycling Team ARK | Arkéa Pro Cycling Team ARK | Arkéa Pro Cycling Team ARK |
| -------------------------- | -------------------------- | -------------------------- |
| Num                        | Coureuse                   | Pos                        |
| 91                         | Charlotte Becker (GER)     | 47e                        |
| 92                         | Lucie Jounier (FRA)        | 30e                        |
| 93                         | Typhaine Laurance (FRA)    | 59e                        |
| 94                         | Léa Curinier (FRA)         | 15e                        |
| 95                         | Sandra Levenez (FRA)       | 17e                        |
| 96                         | Gladys Verhulst (FRA)      | 43e                        |

| Andy Schleck-CP NVST-Immo Losch ASC | Andy Schleck-CP NVST-Immo Losch ASC | Andy Schleck-CP NVST-Immo Losch ASC |
| ----------------------------------- | ----------------------------------- | ----------------------------------- |
| Num                                 | Coureuse                            | Pos                                 |
| 101                                 | Carolin Schiff (GER)                | 46e                                 |
| 102                                 | Georgia Danford (AUS)               | 77e                                 |
| 103                                 | Lisa Müllenberg (NED)               | 83e                                 |
| 104                                 | Mia Berg (LUX)                      | AB-1                                |
| 105                                 | Zsófia Szabó (HUN)                  | 74e                                 |
| 106                                 | Sandra Weiss (SUI)                  | 67e                                 |

| Coop-Hitec Products HPU | Coop-Hitec Products HPU  | Coop-Hitec Products HPU |
| ----------------------- | ------------------------ | ----------------------- |
| Num                     | Coureuse                 | Pos                     |
| 111                     | Christa Riffel (GER)     | 73e                     |
| 112                     | Caroline Andersson (SWE) | 65e                     |
| 113                     | Ingvild Gåskjenn (NOR)   | 16e                     |
| 114                     | Mieke Kröger (GER)       | AB-5                    |
| 115                     | Amalie Lutro (NOR)       | 56e                     |
| 116                     | Anne Dorthe Ysland (NOR) | 27e                     |

| Pays-Bas NED | Pays-Bas NED         | Pays-Bas NED |
| ------------ | -------------------- | ------------ |
| Num          | Coureuse             | Pos          |
| 121          | Rozemarijn Ammerlaan | AB-5         |
| 122          | Thalita de Jong      | AB-4         |
| 123          | Janneke Ensing       | 31e          |
| 124          | Ilse Pluimers        | 52e          |
| 125          | Ilse Grit            | 69e          |
| 126          | Eline Van Rooijen    | 55e          |

| Allemagne GER | Allemagne GER          | Allemagne GER |
| ------------- | ---------------------- | ------------- |
| Num           | Coureuse               | Pos           |
| 131           | Clara Koppenburg       | 12e           |
| 132           | Lena Charlotte Reißner | 71e           |
| 133           | Friederike Stern       | 54e           |
| 134           | Laura Süßemilch        | 45e           |
| 135           | Katharina Hechler      | 42e           |
| 136           | Svenja Betz            | 62e           |

| Belgique BEL | Belgique BEL          | Belgique BEL |
| ------------ | --------------------- | ------------ |
| Num          | Coureuse              | Pos          |
| 141          | Shari Bossuyt         | 66e          |
| 142          | Valerie Demey         | 10e          |
| 143          | Ann-Sophie Duyck      | 60e          |
| 144          | Lotte Kopecky (route) | 2e           |
| 145          | Lone Meertens         | 51e          |
| 146          | Sara Van de Vel       | 32e          |

| RSG Gießen Biehler ___ | RSG Gießen Biehler ___ | RSG Gießen Biehler ___ |
| ---------------------- | ---------------------- | ---------------------- |
| Num                    | Coureuse               | Pos                    |
| 151                    | Helena Bieber (GER)    | 72e                    |
| 152                    | Lydia Wegemund (GER)   | AB-5                   |
| 153                    | Bianca Bernhard (GER)  | 82e                    |
| 154                    | Adelheid Schütz (GER)  | AB-5                   |
| 155                    | Amélie Hild (FRA)      | AB-5                   |
| 156                    | Katharina Fox (GER)    | 79e                    |

| Maxx-Solar ___ | Maxx-Solar ___             | Maxx-Solar ___ |
| -------------- | -------------------------- | -------------- |
| Num            | Coureuse                   | Pos            |
| 161            | Hannah Fandel (GER)        | 81e            |
| 162            | Lisa Fischer (GER)         | 80e            |
| 164            | Katharina Julia Hinz (GER) | AB-1           |
| 165            | Olivia Schoppe (GER)       | AB-2           |
| 166            | Beate Zanner (GER)         | 61e            |

## Organisation et règlement

### Financement
À cause de la pandémie, l'organisation a organisé un financement participatif à hauteur de 47 000 € pour financer l'épreuve.